# مطار بانجول الدولي
مطار بانجول الدولي (بالإنجليزية:Banjul International Airport)، (إياتا: BJL، إيكاو: GBYD)، هو مطار دولي يقع في بانجول، عاصمة غامبيا. ويقع به المكتب الرئيسي لهيئة الطيران المدني بغامبيا.

## شركات الطيران
| شركـات طيـران           | الوجهات                                                                                   |
| ----------------------- | ----------------------------------------------------------------------------------------- |
| الخطوط الجوية السنغالية | مطار أوزفالدو فييرا الدولي، مطار بليز دياغني الدولي                                       |
| أسكاي                   | مطار كوتوكا الدولي، مطار فريتاون الدولي، مطار لومي، مطار روبرتس                           |
| بينتر كنارياس           | مطار غران كناريا                                                                          |
| خطوط بروكسل الجوية      | مطار بروكسل الدولي، مطار بليز دياغني الدولي                                               |
| كوريندون هولاندا        | موسمي: مطار سخيبول أمستردام                                                               |
| الخطوط الملكية المغربية | مطار محمد الخامس الدولي                                                                   |
| Smartwings Slovakia     | موسمي عارض: مطار براتيسلافا الدولي                                                        |
| Sunclass Airlines       | موسمي عارض: مطار كوبنهاغن، مطار هلسنكي فانتا، مطار ستوكهولم أرلاندا، مطار أوسلو-غاردرموين |
| تاب برتغال              | مطار لشبونة                                                                               |
| Transair                | مطار بليز دياغني الدولي، مطار فريتاون الدولي                                              |
| توي للطيران             | موسمي: مطار غاتويك، مطار مانشستر                                                          |
| توي فلاي بلجيكا         | موسمي: مطار بروكسل الدولي                                                                 |
| أركي فلاي               | مطار سخيبول أمستردام                                                                      |
| الخطوط الجوية التركية   | مطار إسطنبول الدولي، مطار نواكشوط الدولي                                                  |
| خطوط فيولينغ الجوية     | مطار برشلونة الدولي                                                                       |